# 木蘭青鳳蝶
木蘭青鳳蝶（Graphium doson）也稱青斑鳳蝶、多斑青鳳蝶、帝鳳蝶、瑤鳳蝶，是青鳳蝶屬中的一種蝴蝶。

## 描述
本種為中型鳳蝶，體褐色，背部中央有黑褐色帶，腹面白色，側面有白色細縱線。翅狹長，後翅外緣波浪狀。翅面暗褐，佈滿半透明淡青色斑點與條紋，後翅後半部有紅色紋。翅腹面具銀白與暗色的鱗片狀圖案。雄蝶後翅內緣褶內則有白色長毛。

## 分布
本種分布於中國華東、華南、華西、中南半島、印尼、菲律賓、日本南部、台灣本島北部中低海拔地區。

## 生態習性
本種幼蟲以木蘭科植物，如白玉蘭、含笑花、烏心石等為食，一年多世代，以蛹態越冬。成蝶飛行迅捷，喜訪花吸蜜，雄蝶也會前往溼地吸水。

## 圖片

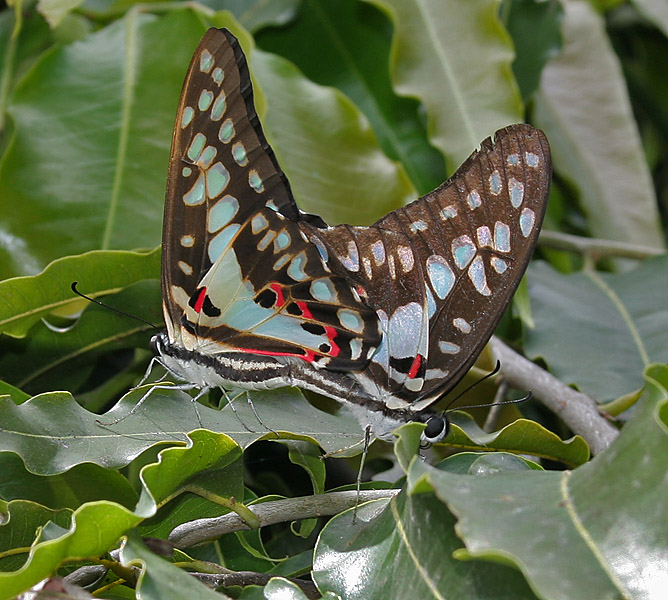
交尾
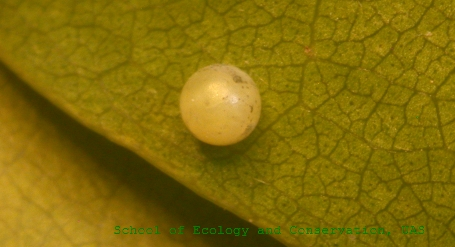
卵
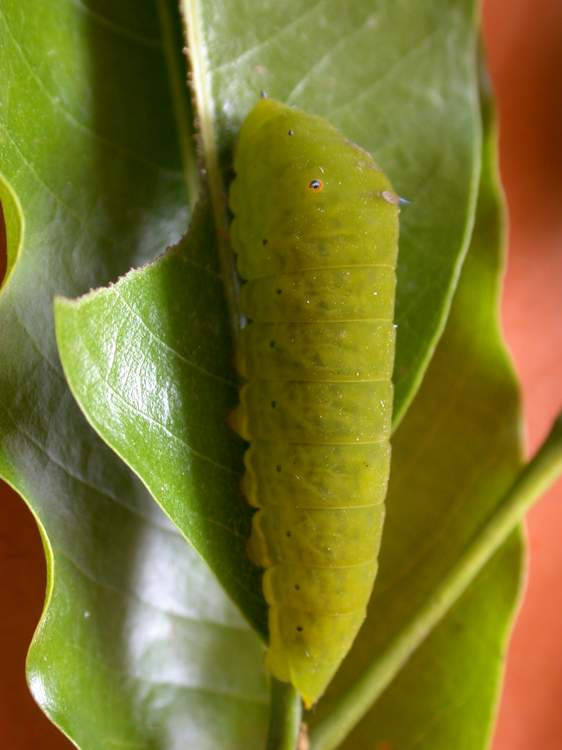
幼蟲
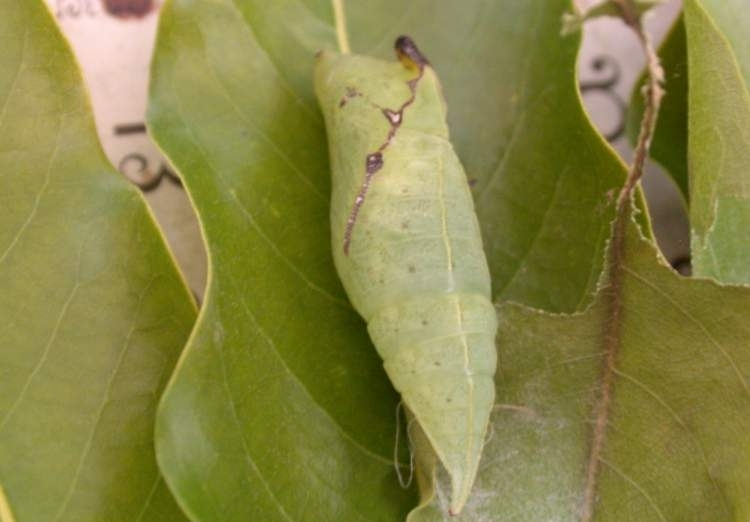
蛹

## 資料來源
1. 1 2  徐堉峰, 黃嘉龍, 梁家源. . 農業部林業及自然保育署. ISBN 9789860551570.
2. ↑  徐堉峰. . 台中市: 晨星出版社. 2013. ISBN 978-986-177-669-9.

## 外部連結
- 维基共享资源上的相關多媒體資源：木蘭青鳳蝶